# Fargo (Fernsehserie)/Episodenliste

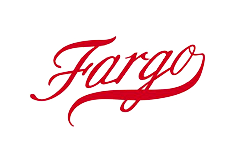
Logo zur Serie

Diese Episodenliste enthält alle Episoden der US-amerikanischen Krimiserie Fargo, sortiert nach der US-amerikanischen Erstausstrahlung. Die Fernsehserie umfasst derzeit fünf Staffeln mit 51 Episoden.

## Übersicht
| Staffel | Episodenanzahl | Erstausstrahlung USA | Erstausstrahlung USA | Deutschsprachige Erstveröffentlichung | Deutschsprachige Erstveröffentlichung |
| Staffel | Episodenanzahl | Staffelpremiere      | Staffelfinale        | Staffelpremiere                       | Staffelfinale                         |
| ------- | -------------- | -------------------- | -------------------- | ------------------------------------- | ------------------------------------- |
| 1       | 10             | 15. April 2014       | 17. Juni 2014        | 16. September 2014                    | 16. September 2014                    |
| 2       | 10             | 12. Oktober 2015     | 14. Dezember 2015    | 14. Oktober 2015                      | 16. Dezember 2015                     |
| 3       | 10             | 19. April 2017       | 21. Juni 2017        | 20. April 2017                        | 22. Juni 2017                         |
| 4       | 11             | 27. September 2020   | 29. November 2020    | 10. Dezember 2020                     | 10. Dezember 2020                     |
| 5       | 10             | 21. November 2023    | 16. Januar 2024      | 22. November 2023                     | 17. Januar 2024                       |

## Staffel 1
Die Erstausstrahlung der ersten Staffel war vom 15. April bis zum 17. Juni 2014 auf dem US-amerikanischen Kabelsender FX zu sehen. Die deutschsprachige Erstveröffentlichung fand am 16. September 2014 auf Netflix per Streaming statt.
| Nr. (ges.) | Nr. (St.) | Deutscher Titel                           | Originaltitel                  | Erstausstrahlung USA | Deutschsprachige Erstveröffentlichung (D/A/CH) | Regie           | Drehbuch    | Quoten (USA) |
| ---------- | --------- | ----------------------------------------- | ------------------------------ | -------------------- | ---------------------------------------------- | --------------- | ----------- | ------------ |
| 1          | 1         | Das Krokodil-Dilemma                      | The Crocodile’s Dilemma        | 15. Apr. 2014        | 16. Sep. 2014                                  | Adam Bernstein  | Noah Hawley | 2,65 Mio.    |
| 2          | 2         | Der Hahnenprinz                           | The Rooster Prince             | 22. Apr. 2014        | 16. Sep. 2014                                  | Adam Bernstein  | Noah Hawley | 2,04 Mio.    |
| 3          | 3         | Die schmutzige Straße                     | A Muddy Road                   | 29. Apr. 2014        | 16. Sep. 2014                                  | Randall Einhorn | Noah Hawley | 1,87 Mio.    |
| 4          | 4         | Die verschluckte Schuld                   | Eating the Blame               | 6. Mai 2014          | 16. Sep. 2014                                  | Randall Einhorn | Noah Hawley | 1,70 Mio.    |
| 5          | 5         | Die Fünf Sinne und der Geist              | The Six Ungraspables           | 13. Mai 2014         | 16. Sep. 2014                                  | Colin Bucksey   | Noah Hawley | 1,60 Mio.    |
| 6          | 6         | Buridans Esel                             | Buridan’s Ass                  | 20. Mai 2014         | 16. Sep. 2014                                  | Colin Bucksey   | Noah Hawley | 1,80 Mio.    |
| 7          | 7         | Wer rasiert den Barbier?                  | Who Shaves the Barber?         | 27. Mai 2014         | 16. Sep. 2014                                  | Scott Winant    | Noah Hawley | 1,52 Mio.    |
| 8          | 8         | Der Haufen                                | The Heap                       | 3. Juni 2014         | 16. Sep. 2014                                  | Scott Winant    | Noah Hawley | 1,86 Mio.    |
| 9          | 9         | Ein Fuchs, ein Kaninchen und ein Kohlkopf | A Fox, a Rabbit, and a Cabbage | 10. Juni 2014        | 16. Sep. 2014                                  | Matt Shakman    | Noah Hawley | 1,90 Mio.    |
| 10         | 10        | Mortons Gabel                             | Morton’s Fork                  | 17. Juni 2014        | 16. Sep. 2014                                  | Matt Shakman    | Noah Hawley | 1,98 Mio.    |

## Staffel 2
Die Erstausstrahlung der zweiten Staffel war vom 12. Oktober bis zum 14. Dezember 2015 auf dem US-amerikanischen Kabelsender FX zu sehen. Die deutschsprachige Erstveröffentlichung fand vom 14. Oktober bis zum 16. Dezember 2015 auf Netflix per Streaming statt.
| Nr. (ges.) | Nr. (St.) | Deutscher Titel                   | Originaltitel                    | Erstausstrahlung USA | Deutschsprachige Erstveröffentlichung (D/A/CH) | Regie                               | Drehbuch                               | Quoten (USA) |
| ---------- | --------- | --------------------------------- | -------------------------------- | -------------------- | ---------------------------------------------- | ----------------------------------- | -------------------------------------- | ------------ |
| 11         | 1         | Warten auf Dutch                  | Waiting for Dutch                | 12. Okt. 2015        | 14. Okt. 2015                                  | Michael Uppendahl & Randall Einhorn | Noah Hawley                            | 1,59 Mio.    |
| 12         | 2         | Vor dem Gesetz                    | Before the Law                   | 19. Okt. 2015        | 21. Okt. 2015                                  | Noah Hawley                         | Noah Hawley                            | 0,96 Mio.    |
| 13         | 3         | Der Mythos des Sisyphos           | The Myth of Sisyphus             | 26. Okt. 2015        | 28. Okt. 2015                                  | Michael Uppendahl                   | Bob DeLaurentis                        | 1,21 Mio.    |
| 14         | 4         | Furcht und Zittern                | Fear and Trembling               | 2. Nov. 2015         | 4. Nov. 2015                                   | Michael Uppendahl                   | Steve Blackman                         | 1,28 Mio.    |
| 15         | 5         | Das Geschenk der Weisen           | The Gift of the Magi             | 9. Nov. 2015         | 11. Nov. 2015                                  | Jeffrey Reiner                      | Matt Wolpert & Ben Nedivi              | 1,13 Mio.    |
| 16         | 6         | Rhinocerus                        | Rhinoceros                       | 16. Nov. 2015        | 18. Nov. 2015                                  | Jeffrey Reiner                      | Noah Hawley                            | 1,15 Mio.    |
| 17         | 7         | Haben Sie das gemacht? Nein, Sie! | Did You Do This? No, You Did It! | 23. Nov. 2015        | 25. Nov. 2015                                  | Keith Gordon                        | Noah Hawley, Matt Wolpert & Ben Nedivi | 1,24 Mio.    |
| 18         | 8         | Loplop                            | Loplop                           | 30. Nov. 2015        | 2. Dez. 2015                                   | Keith Gordon                        | Bob DeLaurentis                        | 1,32 Mio.    |
| 19         | 9         | Das Schloss                       | The Castle                       | 7. Dez. 2015         | 9. Dez. 2015                                   | Adam Arkin                          | Noah Hawley & Steve Blackman           | 1,31 Mio.    |
| 20         | 10        | Palindrom                         | Palindrome                       | 14. Dez. 2015        | 16. Dez. 2015                                  | Adam Arkin                          | Noah Hawley                            | 1,82 Mio.    |

## Staffel 3
Die Erstausstrahlung der dritten Staffel war vom 19. April bis zum 21. Juni 2017 auf dem US-amerikanischen Kabelsender FX zu sehen. Die deutschsprachige Erstveröffentlichung fand vom 20. April bis zum 22. Juni 2017 auf Netflix per Streaming statt.
| Nr. (ges.) | Nr. (St.) | Deutscher Titel                       | Originaltitel                      | Erstausstrahlung USA | Deutschsprachige Erstveröffentlichung (D/A/CH) | Regie             | Drehbuch                               | Quoten (USA) |
| ---------- | --------- | ------------------------------------- | ---------------------------------- | -------------------- | ---------------------------------------------- | ----------------- | -------------------------------------- | ------------ |
| 21         | 1         | Das Prinzip der freien Plätze         | The Law of Vacant Places           | 19. Apr. 2017        | 20. Apr. 2017                                  | Noah Hawley       | Noah Hawley                            | 1,42 Mio.    |
| 22         | 2         | Das Prinzip der eingeschränkten Wahl  | The Principle of Restricted Choice | 26. Apr. 2017        | 27. Apr. 2017                                  | Michael Uppendahl | Noah Hawley                            | 1,06 Mio.    |
| 23         | 3         | Der Satz vom Widerspruch              | The Law of Non-Contradiction       | 3. Mai 2017          | 4. Mai 2017                                    | John Cameron      | Matt Wolpert & Ben Nedivi              | 1,17 Mio.    |
| 24         | 4         | Das Prinzip der Flüchtigkeit          | The Narrow Escape Problem          | 10. Mai 2017         | 11. Mai 2017                                   | Michael Uppendahl | Monica Beletsky                        | 1,05 Mio.    |
| 25         | 5         | Das Haus zur besonderen Verwendung    | The House of Special Purpose       | 17. Mai 2017         | 18. Mai 2017                                   | Dearbhla Walsh    | Bob DeLaurentis                        | 0,98 Mio.    |
| 26         | 6         | Spottgeburt von Dreck und Feuer       | The Lord of No Mercy               | 24. Mai 2017         | 25. Mai 2017                                   | Dearbhla Walsh    | Noah Hawley                            | 1,04 Mio.    |
| 27         | 7         | Das Gesetz der Unausweichlichkeit     | The Law of Inevitability           | 31. Mai 2017         | 1. Juni 2017                                   | Mike Barker       | Noah Hawley, Matt Wolpert & Ben Nedivi | 1,03 Mio.    |
| 28         | 8         | Wer herrscht im Land der Verleugnung? | Who Rules the Land of Denial?      | 7. Juni 2017         | 8. Juni 2017                                   | Mike Barker       | Noah Hawley & Monica Beletsky          | 1,14 Mio.    |
| 29         | 9         | Aporie                                | Aporia                             | 14. Juni 2017        | 15. Juni 2017                                  | Keith Gordon      | Noah Hawley & Bob DeLaurentis          | 1,19 Mio.    |
| 30         | 10        | Somebody to Love                      | Somebody to Love                   | 21. Juni 2017        | 22. Juni 2017                                  | Keith Gordon      | Noah Hawley                            | 1,22 Mio.    |

## Staffel 4
Die Erstausstrahlung der vierten Staffel war vom 27. September bis zum 29. November 2020 auf dem US-amerikanischen Kabelsender FX zu sehen. Eigentlich war diese bereits für den 19. April 2020 angedacht, wurde aber wegen der COVID-19-Pandemie nach hinten verlegt. Die deutschsprachige Erstveröffentlichung fand am 10. Dezember 2020 beim Streaming-Portal Joyn Plus+ statt.
| Nr. (ges.) | Nr. (St.) | Deutscher Titel                           | Originaltitel                    | Erstausstrahlung USA | Deutschsprachige Erstveröffentlichung (D/A/CH) | Regie             | Drehbuch                                                  | Quoten (USA) |
| ---------- | --------- | ----------------------------------------- | -------------------------------- | -------------------- | ---------------------------------------------- | ----------------- | --------------------------------------------------------- | ------------ |
| 31         | 1         | Willkommen in der alternativen Wirtschaft | Welcome to the Alternate Economy | 27. Sep. 2020        | 10. Dez. 2020                                  | Noah Hawley       | Noah Hawley                                               | 1,22 Mio.    |
| 32         | 2         | Das Land des Nehmens und Tötens           | The Land of Taking and Killing   | 27. Sep. 2020        | 10. Dez. 2020                                  | Noah Hawley       | Noah Hawley                                               | 0,79 Mio.    |
| 33         | 3         | Raddoppiarlo                              | Raddoppiarlo                     | 4. Okt. 2020         | 10. Dez. 2020                                  | Dearbhla Walsh    | Noah Hawley                                               | 0,72 Mio.    |
| 34         | 4         | Der vorgetäuschte Krieg                   | The Pretend War                  | 11. Okt. 2020        | 10. Dez. 2020                                  | Dearbhla Walsh    | Noah Hawley & Stefani Robinson                            | 0,76 Mio.    |
| 35         | 5         | Die Geburtsstätte der Zivilisation        | The Birthplace of Civilization   | 18. Okt. 2020        | 10. Dez. 2020                                  | Dana Gonzales     | Noah Hawley & Francesca Sloane                            | 0,74 Mio.    |
| 36         | 6         | Camp Elegance                             | Camp Elegance                    | 25. Okt. 2020        | 10. Dez. 2020                                  | Dana Gonzales     | Noah Hawley, Enzo Mileti, Scott Wilson & Francesca Sloane | 0,70 Mio.    |
| 37         | 7         | Lay Away                                  | Lay Away                         | 1. Nov. 2020         | 10. Dez. 2020                                  | Dana Gonzales     | Noah Hawley, Enzo Mileti & Scott Wilson                   | 0,65 Mio.    |
| 38         | 8         | The Nadir                                 | The Nadir                        | 8. Nov. 2020         | 10. Dez. 2020                                  | Sylvain White     | Noah Hawley, Enzo Mileti & Scott Wilson                   | 0,70 Mio.    |
| 39         | 9         | Ost/West                                  | East/West                        | 15. Nov. 2020        | 10. Dez. 2020                                  | Michael Uppendahl | Noah Hawley & Lee Edward Colston II                       | 0,82 Mio.    |
| 40         | 10        | Glücklich                                 | Happy                            | 22. Nov. 2020        | 10. Dez. 2020                                  | Sylvain White     | Noah Hawley                                               | 0,81 Mio.    |
| 41         | 11        | Storia Americana                          | Storia Americana                 | 29. Nov. 2020        | 10. Dez. 2020                                  | Dana Gonzales     | Noah Hawley                                               | 0,85 Mio.    |

## Staffel 5
Die Erstausstrahlung der fünften Staffel war vom 21. November 2023 bis zum 16. Januar 2024 auf dem US-amerikanischen Kabelsender FX zu sehen. Die deutschsprachige Erstveröffentlichung fand vom 22. November 2023 bis zum 17. Januar 2024 auf MagentaTV per Streaming statt.
| Nr. (ges.) | Nr. (St.) | Deutscher Titel         | Originaltitel                            | Erstausstrahlung USA | Deutschsprachige Erstveröffentlichung (D) | Regie          | Drehbuch                      | Quoten (USA) |
| ---------- | --------- | ----------------------- | ---------------------------------------- | -------------------- | ----------------------------------------- | -------------- | ----------------------------- | ------------ |
| 42         | 1         | Ein harter Tag          | The Tragedy of the Commons               | 21. Nov. 2023        | 22. Nov. 2023                             | Noah Hawley    | Noah Hawley                   | 0,57 Mio.    |
| 43         | 2         | Das Gesetz des Sheriffs | Trials and Tribulations                  | 21. Nov. 2023        | 22. Nov. 2023                             | Noah Hawley    | Noah Hawley                   | 0,31 Mio.    |
| 44         | 3         | Halloween               | The Paradox of Intermediate Transactions | 28. Nov. 2023        | 29. Nov. 2023                             | Donald Murphy  | Noah Hawley                   | 0,49 Mio.    |
| 45         | 4         | Das brennende Haus      | Insolubilia                              | 5. Dez. 2023         | 6. Dez. 2023                              | Donald Murphy  | Noah Hawley                   | 0,42 Mio.    |
| 46         | 5         | Die Löwin               | The Tiger                                | 12. Dez. 2023        | 13. Dez. 2023                             | Dana Gonzales  | Noah Hawley                   | 0,45 Mio.    |
| 47         | 6         | Das Angebot             | The Tender Trap                          | 19. Dez. 2023        | 20. Dez. 2023                             | Dana Gonzales  | Noah Hawley & Bob DeLaurentis | 0,46 Mio.    |
| 48         | 7         | Linda                   | Linda                                    | 26. Dez. 2023        | 27. Dez. 2023                             | Sylvain White  | Noah Hawley & April Shih      | 0,58 Mio.    |
| 49         | 8         | Die Rückkehr            | Blanket                                  | 2. Jan. 2024         | 3. Jan. 2024                              | Sylvain White  | Noah Hawley & Thomas Bezucha  | 0,46 Mio.    |
| 50         | 9         | Der Tiger ist frei      | The Useless Hand                         | 9. Jan. 2024         | 10. Jan. 2024                             | Thomas Bezucha | Noah Hawley                   | 0,52 Mio.    |
| 51         | 10        | Bisquik                 | Bisquik                                  | 16. Jan. 2024        | 17. Jan. 2024                             | Thomas Bezucha | Noah Hawley                   | 0,60 Mio.    |